# 창의문
창의문(彰義門)은 조선의 수도인 한양의 4소문(小門) 중의 하나로 서북쪽에 있는 문이다. 양주군과 의주군으로 향하던 관문으로, 근처 계곡의 이름을 따서 자하문(紫霞門)이라고 불리기도 한다. 북소문(北小門)이라는 속칭이 있으나, 이는 근대에 와서야 불린 이름이다.
창의문은 한양도성의 축조와 함께 1396년에 건립되었다. 현재의 문은 1741년에 세운 것으로, 4소문 가운데 유일하게 원형을 유지하고 있다. 2015년 12월 2일 대한민국의 보물 제1881호로 지정되었다. 왕들이 경복궁에 들어갈 때 쓰는 문이다. 어느 한 승려가 선조에게 이 문을 열고 사람들이 마구 왕래하면 이 나라가 망한다고 하자 창의문을 폐쇄해버렸다. 그러나 이후 인조반정 때 반정군이 문을 여는 게 아니라 아예 박살내고 도성에 들어왔고 이를 빌미로 후에 청나라가 병자호란을 일으켰다는 설이 돌기도 했다.

## 역사
1396년(태조 5년) 9월 다른 성문과 함께 완공되었다. 1413년(태종 13년)에는 풍수지리설에서 이 문을 열어놓으면 궁궐과 왕조에게 액을 불러온다는 미신으로 풍수학자 최양선이 건의하여 폐쇄하였다. 때때로 임시 개방을 하기도 하였는데, 예로 1422년(세종 4년)에 도성을 정비하는 일을 원활히 하고자 창의문과 숙정문을 연 일이 있다. 이후 한동안 열어 두던 창의문은 1446년(세종 28년) 4월에 닫혔다. 1469년(예종 1년) 3월에도 문을 닫으라는 명이 있었다.
1623년(광해군 14년) 3월 12일 밤 홍제원에 집결한 반정군이 세검정과 창의문을 통과하여 인조반정을 일으켰다. 영조 때에는 훈련대장 구성임(具聖任)의 청으로 창의문을 개수하기로 하여, 1741년(영조 17년) 6월 16일 문루를 설치하였다.

## 보존
현재의 문루(門樓)는 1741년(영조 17년)에 세운 것으로, 4소문 가운데 남은 유일한 것으로 알려져 있다.

## 전해오는 이야기
인왕산에서 내려오는 산세가 흡사 지네를 닮아 지네의 독기가 문을 넘어 궁궐에 이른다 하여, 창의문 천장에는 지네의 천적인 닭을 닮은 봉황이 그려져 있다. 평시에는 문을 닫아 두었다고 한다. 다만 '군사들에게는 개방하라'는 세종의 명에 따라 강무에 참여하는 군사에 한하여 통행이 허용되었고, 사냥하러 나가는 왕과 왕실 종친들만이 은밀하게 이용하는 비밀의 문이 되었다. 국가적인 공역(工役)을 수행할 때같은 긴요한 경우에만 성문을 열었다는 뜻이다.
1506년(중종 1년) 백성들의 불편을 해소하고 물자운송에 편리를 돕기 위하여 다시 개방하였다고 알려져 있으나, 이는 잘못된 것이다. 조선왕조실록에는 같은 해 9월 3일 혜화문과 창의문을 그대로 닫아 두기로 한다는 것만이 나올 뿐이다.
또한 자하문 고개에서 바라보는 도성은 장관이었다고 한다. 경회루가 우뚝 솟아있고 멀리 숭례문이 시야에 들어오고 좌 백악 우 인왕을 끼고 목멱산(현 남산)을 바라보면 별천지에 온 느낌에 잠시 쉬었다가 가는 사람들이 많았다고 한다.
자하문이라는 별칭은 인왕산 자락의 계곡 이름에서 유래하였다. 이 이름을 본따서 상명대학교에는 '자하관'이라는 강의동 건물이 있으며, 대학은 자하(紫霞)라는 이름의 교지를 발행한다.

## 사진

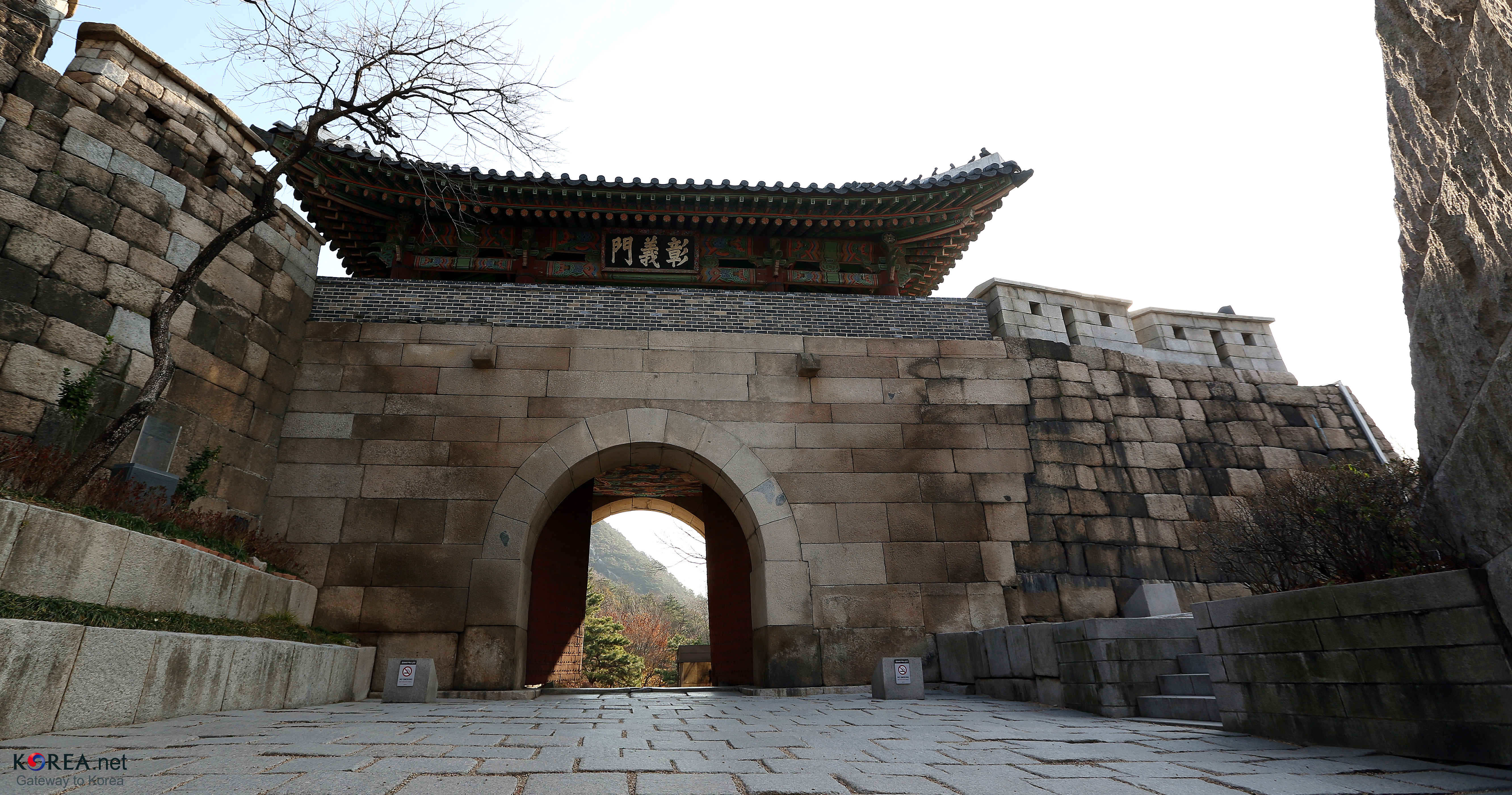
창의문과 성곽
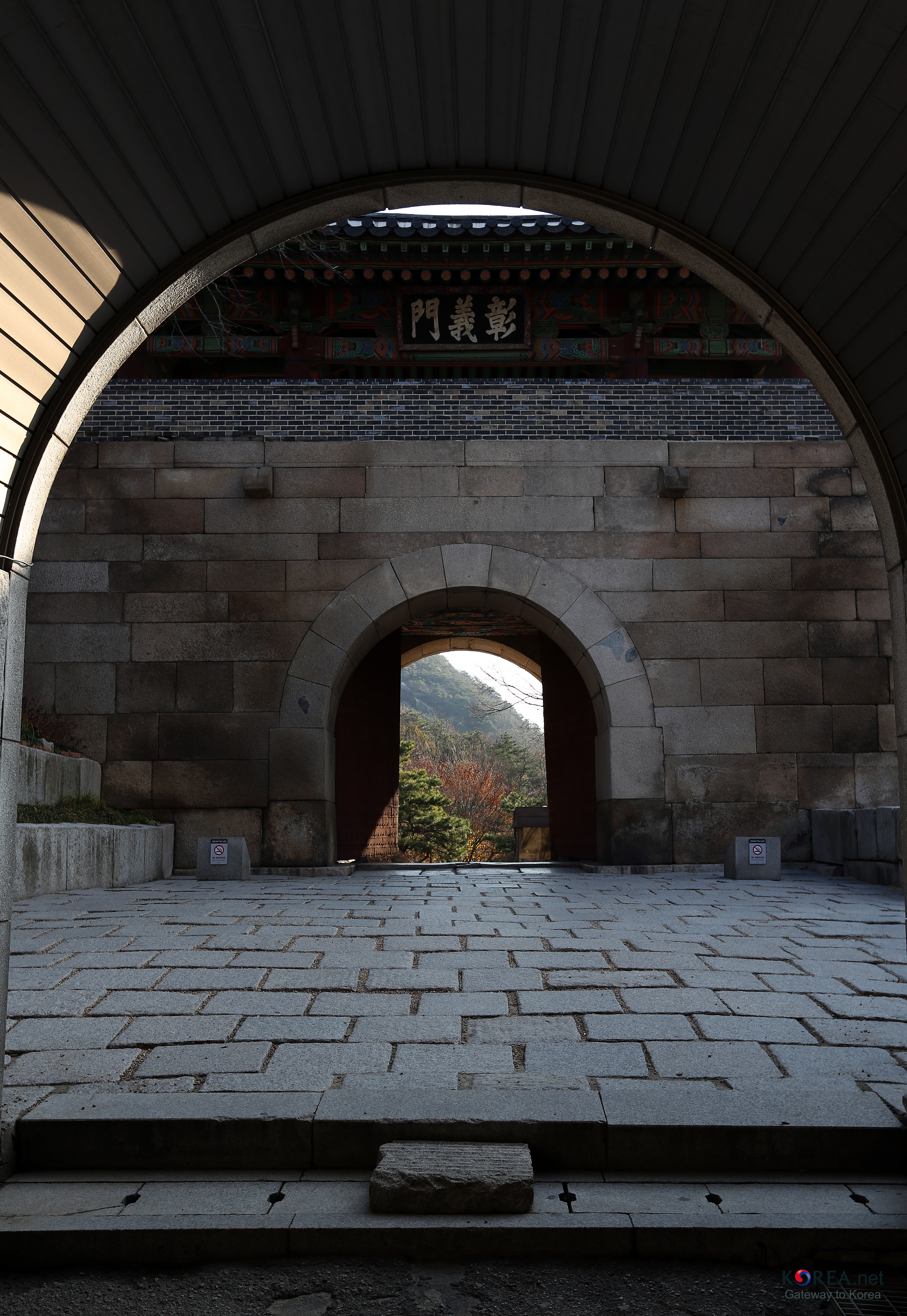
굴다리와 창의문

## 같이 보기
- 자하문터널
- 혜화문, 숙정문

## 참고 자료
- 창의문 - 국가유산청 국가유산포털